# رقص چام

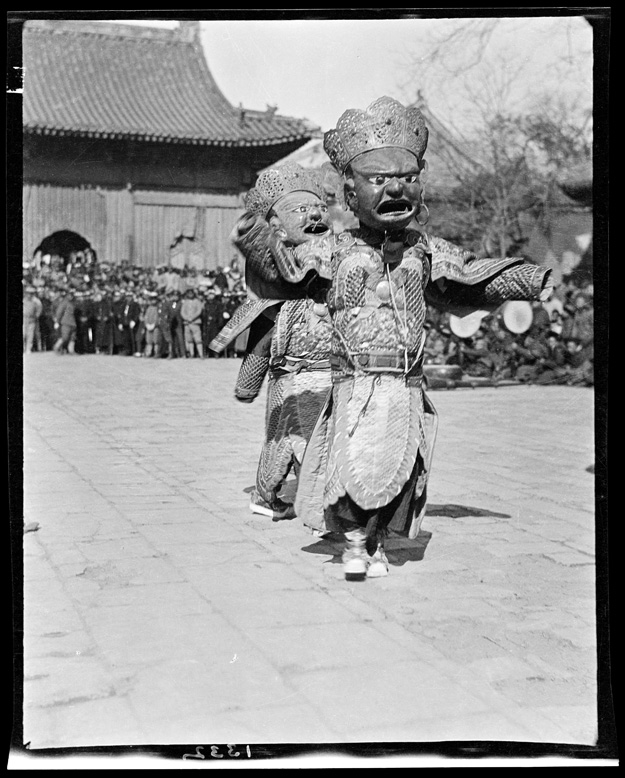
دو رقصنده هنگام اجرای رقص چام در معبدی در چین، ۱ مارس ۱۹۱۹.

رقص چام (انگلیسی: Cham dance) یک رقص سرزنده و پر جنب‌وجوش است و افرادی که مبادرت به انجام این رقص می‌نمایند ماسک بر صورت زده و لباس محلی بر تن دارند، این رقص با برخی از فرقه‌های بودیسم تبتی و جشنواره‌های بودایی در ارتباط است. اجرای رقص با موسیقی همراه است که توسط راهبان با بکارگیری ادوات موسیقی سنتی تبتی نواخته می‌شود. این رقص اغلب آموزه‌های اخلاقی مربوط به شفقت نسبت به موجودات ذی‌شعور را ارائه می‌دهد و اعتقاد بر این است که برای تمام افرادی که آنها را درک می‌نمایند، تعالی و شایستگی را به ارمغان می‌آورد.
این رقص به عنوان گونه‌ای از مدیتیشن و پیشکشی تقدیم به خدایان در نظر گرفته می‌شد. رهبر گروه رقص به‌طور معمول یک نوازنده است و نبض اجرا را با یک ساز کوبه‌ای شبیه سنج حفظ می‌کند، به جز یک مورد که مربوط به رقص چام درامین می‌باشد که نبض اجرای رقص توسط نواختن ساز درامین (dramyin) برقرار می‌گردد. 